# رادک درولاک
رادک درولاک (چکی: Radek Drulák؛ زادهٔ ۱۲ ژانویهٔ ۱۹۶۲) بازیکن فوتبال اهل جمهوری چک بود.
از باشگاه‌هایی که در آن بازی کرده‌است می‌توان به باشگاه فوتبال سیگما اولوموتس و باشگاه فوتبال کمنیتس اشاره کرد.
وی همچنین در تیم‌های ملی فوتبال چکسلواکی و جمهوری چک بازی کرده‌است.